# Nellia tenella
Nellia tenella är en mossdjursart som först beskrevs av Jean-Baptiste Lamarck 1816.  Nellia tenella ingår i släktet Nellia och familjen Quadricellariidae.
Artens utbredningsområde är Mexikanska golfen. Inga underarter finns listade i Catalogue of Life.